# 高尧
高尧（1978年7月13日—）出生于中华人民共和国山东省青岛，是一名中国足球运动员，场上司职防守型中场，也曾经担任前锋和后卫。2002年代表中国队参加了韩日世界杯决赛阶段的比赛。

## 职业生涯

### 青年队
- 1990年进入青岛体校。

### 俱乐部
- 1995年进入济南泰山俱乐部（山东鲁能泰山的前身）一队。
- 1999年开始逐渐占据山东鲁能泰山的主力位置，帮助球队首次获得联赛和杯赛的双冠王。
- 2010年高尧宣布退役。
- 2011年1月4日山东鲁能泰山正式宣布高尧退役。

### 国家队
- 2001年被招入国家队，进入了中国队2002年的世界杯决赛阶段队员名单，但在世界杯上没有上场。

## 荣誉

### 山东鲁能泰山
- 中国足球甲级A组联赛冠军：1999
- 中国足球超级联赛冠军：2006，2008
- 中国足协杯冠军：1995，1999，2004，2006
- 中国超級联賽杯冠军：2004